# Graciela Novaski
Graciela Vaca Novaski (Santa Cruz de la Sierra, 18 de diciembre de 1995), más conocida como Graciela Novaski, es una modelo indepediente y presentadora de televisión boliviana.

## Biografía
Realizó sus estudios primarios y secundarios en el Colegio Británico de Santa Cruz.
Inició su carrera en la televisión, siendo parte del programa de competencias Calle 7 Bolivia (séptima temporada) de la red televisiva Unitel en el año 2016.
Posteriormente, sería parte del noticiero central de la estación, Telepaís (sede Santa Cruz) como presentadora del clima y datos del tiempo. Tiempo después, también desempeñaría funciones en los programas de noticias del canal en su sede en La Paz, logrando su reconocimiento a nivel nacional.
Tuvo un breve paso como actriz, realizando uno de los personajes principales de la miniserie "Me enamoro de ti", de la misma red televisiva.
En febrero de 2021, estuvo envuelta en una polémica mediática que le obligó a dejar la televisión, debido a la reacción que tuvo ante un error de producción, cuando ella presentaba el informe del clima.
Estaría alejada de los medios televisivos por año y medio. Debido a la existencia de una fotografía y de un supuesto nexo entre ella y miembros del grupo "La Manada", también dejaría las redes sociales.
A su retorno, revelaría algunos detalles de su vida privada, además de cómo pudo superar sus adicciones, permaneciendo cinco meses en un centro de rehabilitación. Dicho testimonio pudo darlo en la iglesia cristiana "Tiempo Nuevo", del pastor Marcelo Salas. En ese tiempo, conocería a su pareja, con quien contraería matrimonio; separándose poco después.
Su nueva casa televisiva sería la red PAT, integrándose a ella en agosto de 2023, siendo parte del programa matutino "Hola País". Una de sus aspiraciones es el de participar en el certamen Miss Santa Cruz para 2024.
Novaski es madre de una hija y es una creyente cristiana.